# Сон в начале тумана
«Со́н в нача́ле тума́на» — российский фильм, снятый режиссёром Барасом Халзановым. Последняя работа режиссёра. Экранизация одноимённого романа Юрия Рытхэу.

## Сюжет
Начало XX века. У берегов Чукотки терпит крушение канадское судно. Моряку Джону Макленнану чудом удаётся спастись. На берегу его находит чукотская семья. Джон выздоравливает и… знакомится с совершенно иной цивилизацией. Он познает другое мировоззрение местных жителей, с трудом привыкает к нему. Но это не мешает ему найти здесь настоящих друзей и любовь…

## Актёры
- Пётр Юрченков (старший) — Джон Макленнан
- Дугаржав Батцэцэг — Пыльмау
- Барас Халзанов — Орво (озвучил Александр Демьяненко)
- Екатерина Ляхова — Мари Макленнан, мать Джона
- Павел Дралов — Боб Карпентер, торговец (озвучил Александр Демьяненко)
- Чимит Ринчинов — Армоль
- Владимир Кондратьев — Токо
- Марта Зориктуева — Калэна, шаманка
- Арья Цыдыпов — Яко, сын Пыльмау и Токо

## Съемочная группа
- Барас Халзанов — режиссёр
- Валерий Могилатов — продюсер
- Владимир Валуцкий — сценарист
- Николай Гайл — оператор
- Николай Нагорных — художник